# Habropogon rubriventris
Habropogon rubriventris är en tvåvingeart som först beskrevs av Macquart 1849.  Habropogon rubriventris ingår i släktet Habropogon och familjen rovflugor. Inga underarter finns listade i Catalogue of Life.